# Khadija Arib

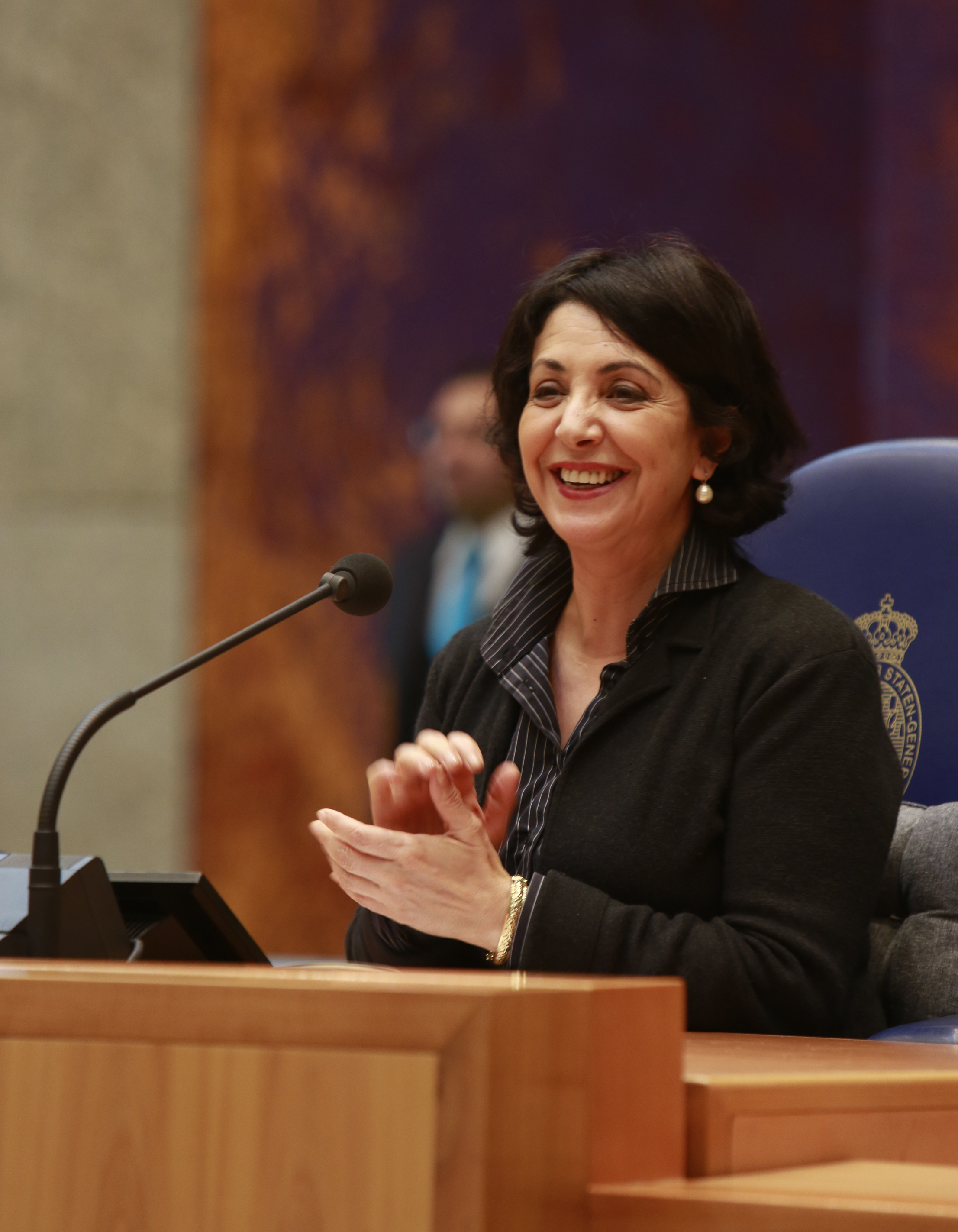
Khadija Arib (2015)

Khadija Arib (* 10. Oktober 1960 in Hedami, Marokko) ist eine niederländische Politikerin in der Partij van de Arbeid. Von 1998 bis 2006 sowie seit dem 1. März 2007 ist sie Mitglied der Zweiten Kammer des niederländischen Parlaments und war vom 13. Januar 2016 bis zum 7. April 2021 deren Vorsitzende.

## Leben
Arib wuchs in Marokko, in der Nähe von Casablanca, auf. Mit fünfzehn Jahren kam sie in die Niederlande. Sie studierte an der Hochschule für Soziale Arbeit sowie an der Universität von Amsterdam Soziologie. Später wurde sie Assistentin bei Wohlfahrtsorganisationen in Breda und Utrecht und arbeitete im Institut für Sozial- und Wirtschaftswissenschaften an der Erasmus-Universität in Rotterdam und als stellvertretende Leiterin und Senior-Politikberaterin beim Sozial- und Gesundheitswesen in Amsterdam. Sie ist Mitbegründerin der marokkanischen Frauenvereinigung in den Niederlanden.
1989 wurde Arib einige Wochen in einem Gefängnis in Marokko inhaftiert. Ihr Mann, Nordine Dahhan, war Sprecher des Komitees marokkanischer Arbeitnehmer in den Niederlanden (KMAN) und wurde von der marokkanischen Regierung als „subversiv“ angesehen.
Bei den Wahlen 1998 wurde sie erstmals in das niederländische Parlament gewählt.
Im Jahre 2009 veröffentlichte sie eine Biographie mit dem Titel „Couscous op zondag: een familiegeschiedenis“ (Couscous am Sonntag: Eine Familiengeschichte), in der sie ihre Vergangenheit von der Ankunft in den Niederlanden bis zu ihren Aktivitäten 2009 beschreibt.
Nach dem Rücktritt von Anouchka van Miltenburg (VVD) wurde sie  am 13. Januar 2016 zur Präsidentin der Zweiten Kammer gewählt. Am 29. März 2017 wurde Arib in einem stark fragmentierten Parlament ohne Gegenkandidaten mit 111 von 122 gültigen Abgeordnetenstimmen wiedergewählt. Dies ist insofern bemerkenswert, da die Partij van de Arbeid, der Arib angehört, bei der Wahl 2017 auf den siebten Platz abgerutscht war und das Amt des Parlamentspräsidenten üblicherweise von der mandatsstärksten Partei besetzt wird.
Bei der Wahl zum Kammervorsitzenden am 7. April 2021 unterlag sie gegen Vera Bergkamp von den Democraten 66. Arib vereinte 38 der 139 gültigen Abgeordnetenstimmen auf sich, während Bergkamp 74 erhielt.

## Schriften
- Couscous op zondag: een familiegeschiedenis. Balans, 2009; ISBN 90-5018951-2